# Argentina ai Giochi della XXXI Olimpiade
L'Argentina ha partecipato ai Giochi della XXXI Olimpiade, che si sono svolti a Rio de Janeiro, Brasile, dal 5 al 21 agosto 2016, con una delegazione di 215 atleti impegnati in 26 discipline. Portabandiera alla cerimonia di apertura è stato il cestista Luis Scola, alla sua quarta Olimpiade.
Il bottino della squadra è stato di tre medaglie d'oro e una d'argento, che hanno collocato l'Argentina al ventisettesimo posto nel medagliere complessivo. Le tre medaglie d'oro sono state conquistate nell'hockey su prato, nel judo e nella vela: per tutte e tre si è trattato del primo titolo olimpico argentino nella relativa disciplina.

## Medagliere

### Per disciplina
| Sport           | Oro | Argento | Bronzo | Totale |
| --------------- | --- | ------- | ------ | ------ |
| Hockey su prato | 1   | 0       | 0      | 1      |
| Judo            | 1   | 0       | 0      | 1      |
| Vela            | 1   | 0       | 0      | 1      |
| Tennis          | 0   | 1       | 0      | 1      |
| Totale          | 3   | 1       | 0      | 4      |

### Medaglie
| Medaglia | Atleta | Sport           | Evento             |
| -------- | --- | --------------- | ------------------ |
| Oro      | Juan Manuel Vivaldi Gonzalo Peillat Juan Ignacio Gilardi Facundo Callioni Lucas Rey Matías Paredes Joaquín Menini Lucas Vila Luca Masso Ignacio Ortiz Juan Martín Lopez Juan Manuel Saladino Matías Rey Manuel Brunet Agustín Mazzilli Lucas Rossi Pedro Ibarra Isidoro Ibarra | Hockey su prato | Torneo maschile    |
| Oro      | Paula Pareto | Judo            | 48 kg              |
| Oro      | Santiago Lange Cecilia Carranza Saroli | Vela            | Nacra 17           |
| Argento  | Juan Martín del Potro | Tennis          | Singolare maschile |

## Risultati

### Nuoto
| Atleta           | Evento      | Batterie | Batterie   | Semifinali | Semifinali | Finale          | Finale          |
| Atleta           | Evento      | Tempo    | Classifica | Tempo      | Classifica | Tempo           | Classifica      |
| ---------------- | ----------- | -------- | ---------- | ---------- | ---------- | --------------- | --------------- |
| Virginia Bardach | 400 m misti | 4:49"69  | 31ª        | N.D.       | N.D.       | non qualificata | non qualificata |

| Atleta         | Evento       | Batterie | Batterie   | Semifinali | Semifinali | Finale          | Finale          |
| Atleta         | Evento       | Tempo    | Classifica | Tempo      | Classifica | Tempo           | Classifica      |
| -------------- | ------------ | -------- | ---------- | ---------- | ---------- | --------------- | --------------- |
| Martín Naidich | 400 m libero | 3:54"58  | 39ª        | N.D.       | N.D.       | non qualificato | non qualificato |